# العيد (مناخة)

تعديل مصدري - تعديل

العيد هي إحدى قرى عزلة اليعابر بمديرية مناخة التابعة لمحافظة صنعاء، بلغ تعداد سكانها 34 نسمة حسب تعداد اليمن لعام 2004.